# Royal New Zealand Navy
La Royal New Zealand Navy (Maori: Te Taua Moana o Aotearoa) est la composante navale de la New Zealand Defence Force. Elle emploie en juin 2018 2 607 personnes dont 2 127 personnels d'active et 480 réservistes  contre 2 842 personnels dont 332 réservistes et 375 civils en janvier 2011.

## Histoire

### Formation
La marine néo-zélandaise n'existe pas en tant qu'unité militaire distincte jusqu'en 1941. Les premières associations de la Royal Navy britannique avec la Nouvelle-Zélande débutèrent avec l'arrivée du navigateur James Cook en 1769 et lors de ses voyages successifs en 1773 et 1777. Les navires de la Royal Navy visitèrent occasionnellement le territoire jusqu'au traité de Waitangi en 1840 qui fit officiellement du territoire de la Nouvelle-Zélande une colonie de l'Empire britannique, la défense des côtes incombant désormais aux navires de Sa Majesté. Celle-ci joua notamment un rôle lors des guerres maories (1845-1872).
En 1909, le gouvernement néo-zélandais décida de financer l'achat du croiseur de bataille HMS New Zealand qui fut engagé lors de la Première Guerre mondiale en Europe. Les forces navales de Nouvelle-Zélande (New Zealand Naval Forces) furent créées en 1913 avant de prendre le nom de division néo-zélandaise de la Royal Navy (New Zealand Division of the Royal Navy) de 1921 à 1941, opérant jusqu'à 14 navires.

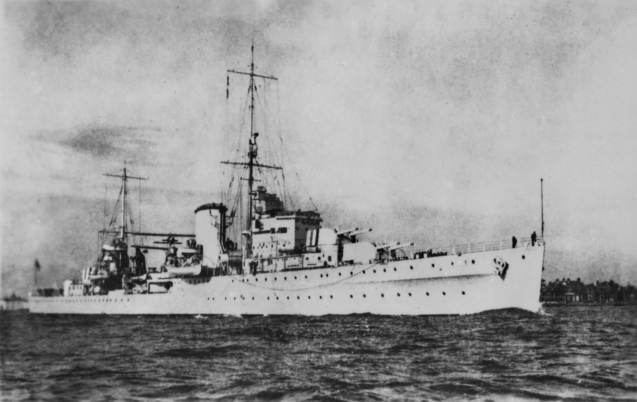
Le HMNZS Achilles (70)

### Seconde Guerre mondiale
Lorsque le Royaume-Uni déclara la guerre à l'Allemagne en 1939, la Nouvelle-Zélande suivit presque aussitôt. La New Zealand Division of the Royal Navy devint la Royal New Zealand Navy (RNZN) à partir du 1er octobre 1941, les navires prenant désormais le préfixe HMNZS (Her/His Majesty's New Zealand Ship). Le HMNZS Achilles participa à la première bataille navale majeure du conflit, la bataille du Rio de la Plata au large de l'Argentine et de l'Uruguay.
Fin 1941, la marine dispose de deux croiseurs légers, le HMNZS Achilles et le HMNZS Leander et de sept dragueurs de mines. À mesure que la guerre progressait, la taille de la Royal New Zealand Navy augmenta considérablement jusqu'à atteindre 60 navires en service à la fin du conflit. Les navires participèrent aux efforts fournis contre les forces de l'Axe en Europe et contre les forces japonaises dans le Pacifique.
À la suite d'un accord entre les gouvernements américains et néo-zélandais en 1942, les navires de la RNZN passèrent sous contrôle de la marine américaine dans le cadre du South West Pacific Area et rejoignirent donc la septième flotte américaine. À partir de novembre 1944, les navires HMNZS Achilles et HMNZS Gambia passèrent sous commandement de la Flotte britannique du Pacifique (British Pacific Fleet) et participèrent notamment à la bataille d'Okinawa. Le HMNZS Gambia représenta la Nouvelle-Zélande lors des actes de capitulation du Japon en août 1945. Deux corvettes de classe Flower britannique restent en service quelques années après guerre : les HMNZS Arbutus et HMNZS Arabis.

### De l'après-guerre à nos jours
Les navires de la RNZN prirent part à des degrés divers à la guerre de Corée (1950-1953), contre l'insurrection communiste malaise (1948-1960) et lors du Konfrontasi entre l'Indonésie et la Malaisie (1962-1966). La marine néo-zélandaise servit aussi régulièrement au Moyen-Orient en tant que force de protection du trafic maritime dans l'océan Indien, notamment lors du conflit Iran-Irak (1980-1988), de la guerre du Golfe (1990-1991) et de l'opération Enduring Freedom (à la suite des attentats du 11 septembre 2001).
La RNZN joua aussi un rôle important dans les conflits du Pacifique dans les années 1990 avec l'envoi d'une force navale lors des tensions autour de la province de Bougainville, des troubles concernant les Îles Salomon et de la lutte pour l'indépendance du Timor oriental.
L'un des faits marquants de la RNZN fut le moment où le gouvernement travailliste de Norman Kirk envoya les frégates Canterbury et Otago aux abords de l'atoll de Moruroa en 1973 pour protester contre les essais nucléaires français, retardant ceux-ci.
Le naufrage du navire océanographique HMNZS Manawanui le 5 octobre 2024 est la première d'un navire de cette marine depuis la Seconde Guerre mondiale.

## Missions
Les intérêts maritimes de la Nouvelle-Zélande vont des tropiques jusqu'aux océans glacés de l'hémisphère sud. La marine a pour mission de :
- Garantir la souveraineté de sa zone économique exclusive (ZEE) et de ses eaux territoriales.
- Protéger ses intérêts en océan Austral et sur la dépendance de Ross.
- Contrer toute menace terroriste et/ou de sabotage.
- Fournir assistance en cas de crise civile et/ou de catastrophe naturelle.
- Contribuer aux priorités économiques et sociales du gouvernement par la formation et l'accomplissement de carrières.

| Territoire         | Superficie de la ZEE (km2) | Représentation |
| ------------------ | -------------------------- | -------------- |
| Nouvelle-Zélande   | 3 423 231                  |                |
| Îles Cook          | 1 960 135                  |                |
| Îles Kermadec      | 678 402                    |                |
| Tokelau            | 319 031                    |                |
| Niue               | 316 629                    |                |
| Dépendance de Ross | 2 300 000                  |                |
| Total              | 8 997 428                  |                |

## Flotte actuelle

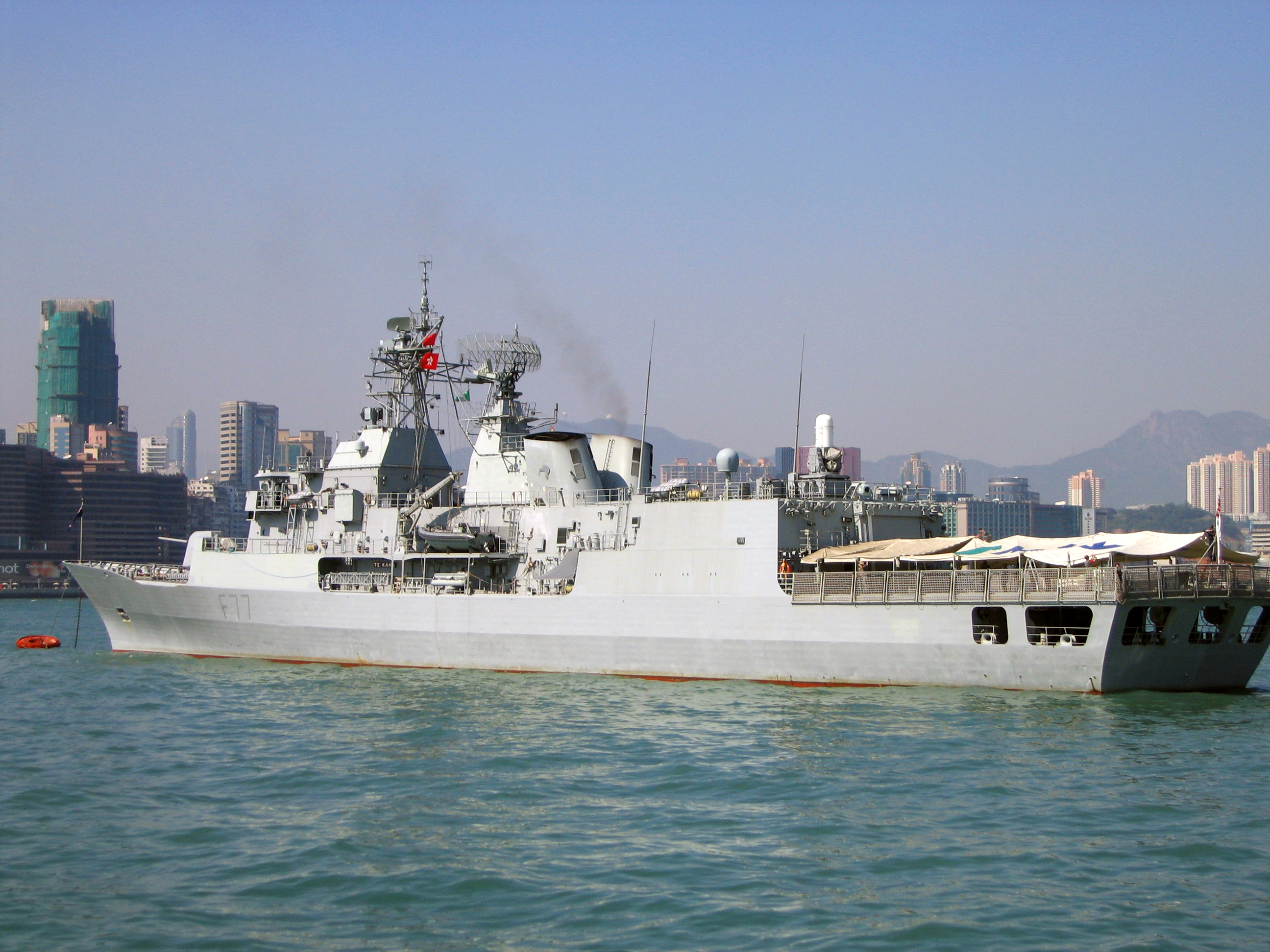
HMNZS Te Kaha à Hong Kong.

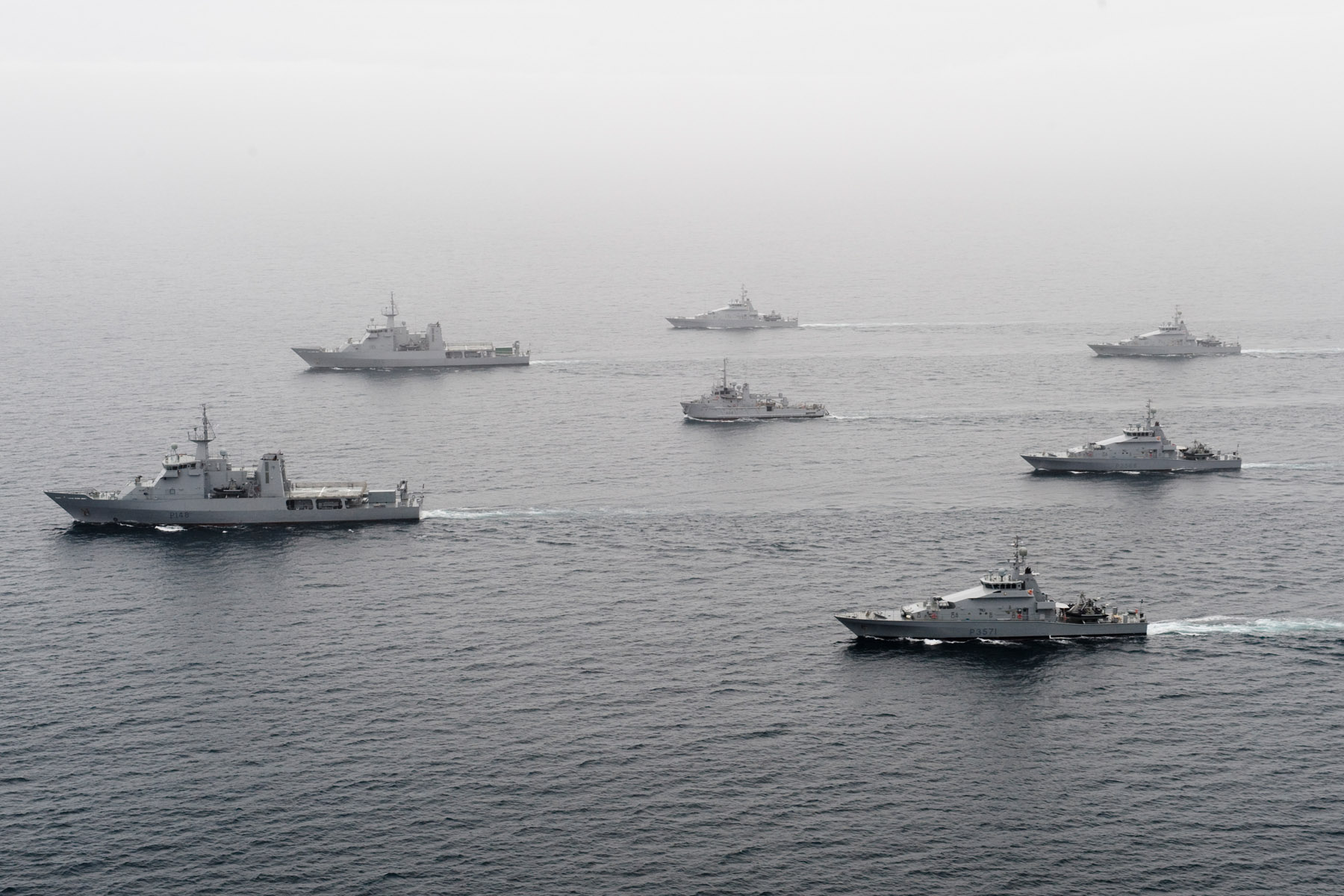
Flottille des 6 patrouilleurs néo-zélandais Protector en 2010 avec au centre le bâtiment base de plongée HMNZS Manawanui (A09).

Pour accomplir ses missions la marine néo-zélandaise met principalement en œuvre 11 navires et 5 hélicoptères en 2012 et 9 navires et 8 hélicoptères en avril 2019, il est prévu en 2019 que le nombre de navires soit de nouveau de 11 en 2020 et un troisième patrouilleur hauturier est espéré. 
Au 6 octobre 2024, la RNZN ne dispose que de cinq navires opérationnels : le navire de ravitaillement auxiliaire HMNZS Aotearoa, le navire de transport maritime stratégique HMNZS Canterbury, les deux frégates néo-zélandaises de classe Anzac HMNZS Te Kaha et HMNZS Te Mana, et le patrouilleur côtier HMNZS Taupo .
Force de combat
- 2 frégates de Classe Anzac : HMNZS Te Kaha (F77) (entrée en service en 1997 et HMNZS Te Mana (F111) (entrée en service en 1999).

Force littorale

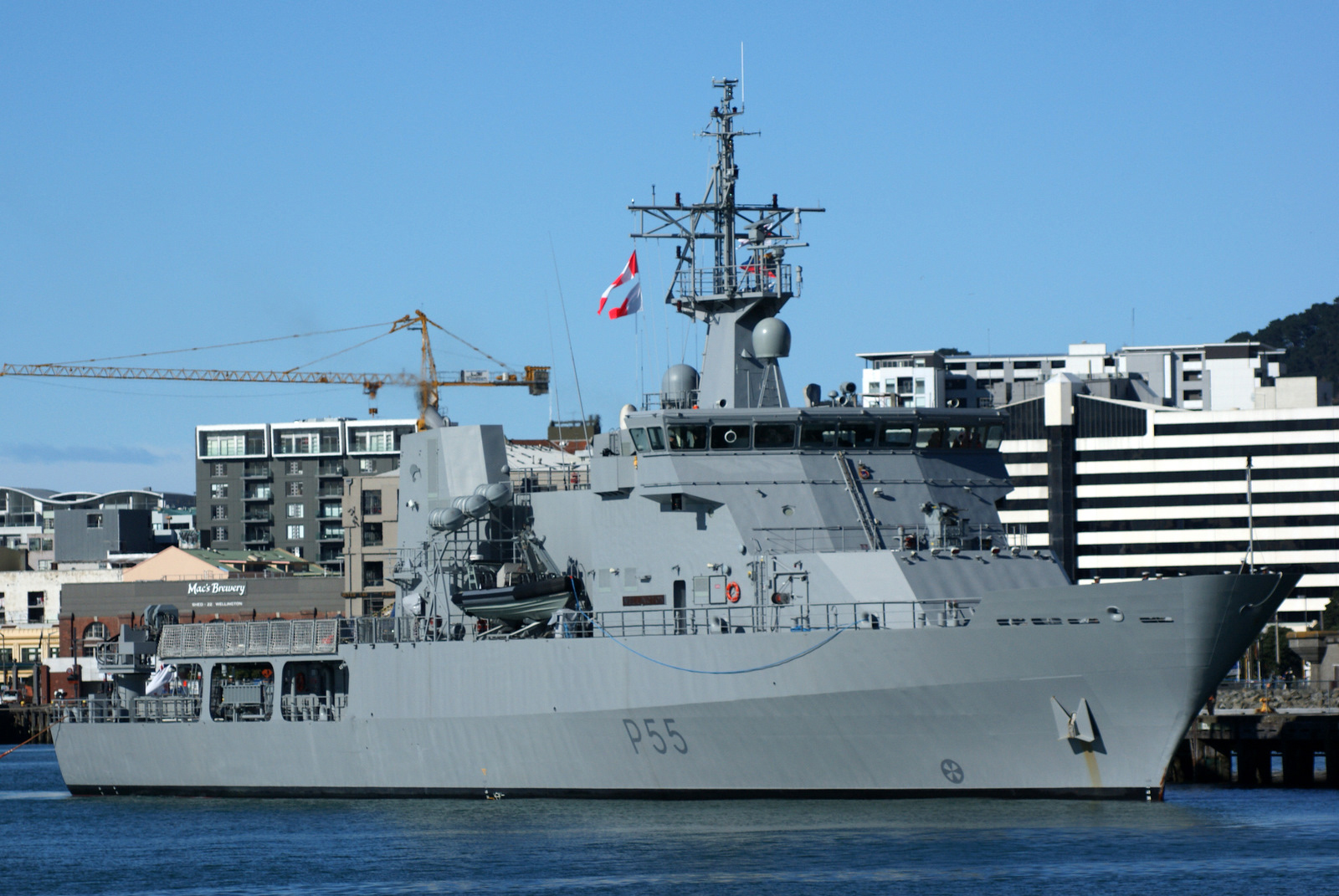
HMNZS Wellington au port de Wellington

- 2 patrouilleurs hauturiers de classe Protector: HMNZS Otago (P148) et HMNZS Wellington (P55) (entrée en service en 2010, mis en réserve en septembre 2024[15]).
- 4 patrouilleurs côtiers de classe ''Rotoiti'' (en) à l'origine : HMNZS Rotoiti (P3569), HMNZS Hawea (P3567), HMNZS Pukaki (P3568) et HMNZS Taupo (P3570). Les Rotoiti et Pukaki sont vendus à la marine irlandaise en 2022 pour 26 millions d'euros.

Force auxiliaire

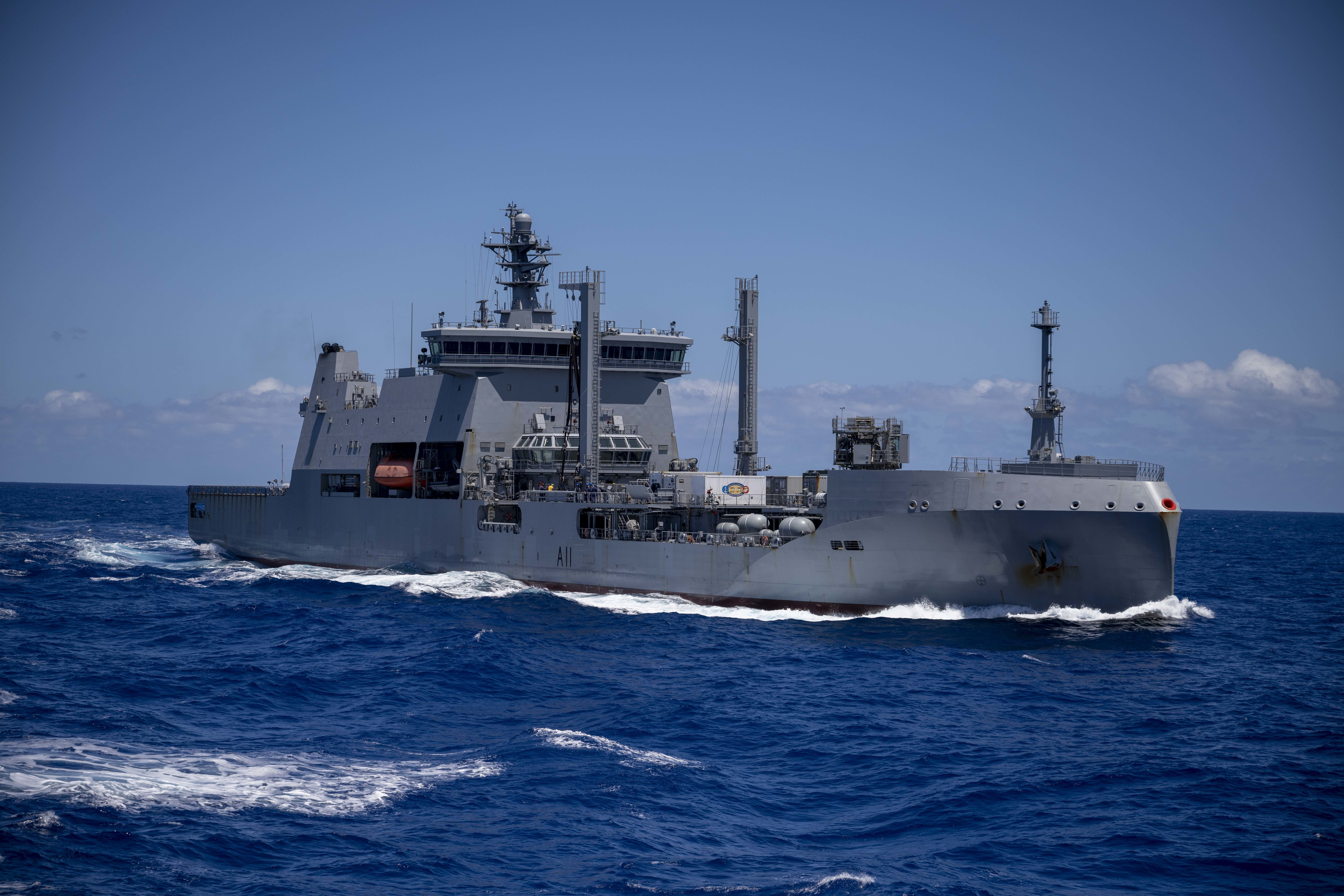
Le HMNZS Aotearoa en 2022. Le plus grand navire de la marine néo-zélandaise à cette date.

- 1 bâtiment amphibie HMNZS Canterbury (L421) (entré en service en 2007);
- 1 navire de soutien polyvalent et navire océanographique : HMNZS Manawanui (2019), ex-Edda Fonn construit en 2003 acheté par la Nouvelle-Zélande en aout 2018, remplaçant depuis le 7 juin 2019[16] le bâtiment base de plongée HMNZS Manawanui (A09) retiré du service le 23 février 2018 et le HMNZS Resolution (A14) retiré du service le 27 avril 2012; il coule 5 octobre 2024 après avoir percuté un récif près de l'île d'Upolu dans les Samoa. L'équipage a pu évacuer[17]. Début 2025, on annonce qu'il ne sera pas remplacé.
- 1 navire ravitailleur : HMNZS Aotearoa (A12) (en) remplaçant le 29 juillet 2020 le HMNZS Endeavour (A11) retiré en décembre 2017[18] Déplaçant 26 000 tonnes, il est le navire amiral de cette marine.

Force aéronavale
- 10 hélicoptères SH-2G(I) Seasprite acheté en avril 2013, 8 en service en 2019, 2 servant de réserves de pièces détachés, opérés pour le compte de la marine par le 6e escadron de la Royal New Zealand Air Force; Ils remplacent 5 SH-2G(NZ) en service d'aout 2001 à avril 2016[19].